# IC 232
IC 232 је елиптична галаксија у сазвјежђу Кит која се налази на листи објеката дубоког неба у Индекс каталогу.
Деклинација објекта је + 1° 15' 58" а ректасцензија 2h 31m 11,5s. Привидна величина (магнитуда) објекта IC 232 износи 13,2 а фотографска магнитуда 14,2. IC 232 је још познат и под ознакама UGC 1994, MCG 0-7-28, CGCG 388-30, NPM1G +01.0091, PGC 9588.